# Школа № 17 (Ярославль)
Средняя школа № 17 города Ярославля — муниципальное образовательное учреждение в посёлке Норское в Дзержинском районе Ярославля.

## История
Открыта на средства Норской думы в октябре 1860 года как двухклассное Норскопосадское училище. Через семь лет преобразована в земское училище. В числе выпускников училища профессор филологии Борис Богородский и основоположник санитарного дела в Ярославле Георгий Курочкин. Оба в ранние годы и преподавали здесь: первый — русский язык и литературу, а также был директором, второй — санитарию и гигиену. Родитель Богородского, отец Леонид, 27 лет преподавал в училище закон Божий и был директором до 1918 года.
В советское время здесь два года училась поэтесса Мария Петровых. Выпускниками школы стали пять Героев Советского Союза[уточнить] и четыре участника Олимпийских игр: Валерий Тараканов, Олег Александров, Павел Колчин и Людмила Постнова, причём последние двое являются их призёрами.
В течение многих лет это была единственная средняя школа на всю окрестность — от границы с Тутаевским районом до Полушкиной рощи.
Старое здание школы (Норская набережная, 1 — т. н. «каменка») сейчас в частной собственности. Нынешнее здание построено в 1978 году.